# Абаньом
Абаньом, или бакор (Abanyum, Befun, Bofon, Mbofon) — нигеро-конголезский язык, на котором говорит народ абаньом в главной деревне Абангканг РМУ Ибом штата Кросс-Ривер в Нигерии.
Приобретены ли другие разновидности языка абаньом, неизвестно. Абаньом тесно связан с другими языками банту, он тональный и имеет типичную систему именного класса нигеро-конголезских языков. Лексическое сходство: 71 % с нкем-нкум, 72 % с ннам, 66-68 % с экаджук, 65-67 % с нде-нселе-нта, 56 % с эфутоп. Некоторое население также использует нигерийский пиджин, некоторые понимают языки нделе-нсе-нта, нкем-нкум, ннам и экаджук. Английский язык используется в школах.